# 田尻ひろゆき
田尻 ひろゆき（たじり ひろゆき 、田尻 博之とも表記される。1973年11月13日 - ）は、日本の男性声優。北海道出身。2002年まで大平プロダクション（一時期モアナ・ファクトリーにマネージメント委託）に所属していた。大平透声優ゼミナール出身。ハイティーン役を得意としている。

## 出演作品

### テレビアニメ
2001年
- よばれてとびでて!アクビちゃん（スカウトマン（森野熊三）、救急隊員、中学生B）

2003年
- 無限戦記ポトリス（ヘリポトリス）

### 吹き替え

#### 実写
時期不明
- キャロライン in N.Y.
- スターゲイト SG-1（シモンズ、リンタク、兵士、ジャファ、コバーン、ルバント、助手）
- ニキータ（シン、アルカ、スティルマン、レネバーグ）

1999年
- クラッシュ・ダイブ 急速潜航
- スターゲイト SG-1（軍曹、電子音、スピーカーの声）
- パワーレンジャー（ザック・テイラー/ブラックレンジャー、サーバ、子供になったトミー、AC、ビームキャスター、シルバーホーン、アンダーソン、他）

2000年
- エスケープ・フロム・L.A.
- L.A.大捜査線 マーシャル・ロー（エディ）
- オポジット学園（ケイリー・バストン）
- ジングル・オール・ザ・ウェイ（電話の声、小人のサンタ、男）※フジテレビ版
- セブン・イヤーズ・イン・チベット※フジテレビ版
- ビーン 特別編※フジテレビ版
- フェイス/オフ（カール）※フジテレビ版
- フォレスト・ガンプ/一期一会

2001年
- あの子を探して（TV局のスタッフ）
- アフターショック ニューヨーク大地震（ロジャー・パーキンソン、ニュースキャスター、消防士、黒人、暴徒、兵士、救助隊員）
- アンタッチャブル（記者、警官）※DVD版
- エアフォース・ワン（ウラディーミル・クラシン）※日本テレビ版
- L.A.コンフィデンシャル
- クラッシュ・ダイブ2 沈黙の潜水艦
- 交渉人（マーカス）※テレビ朝日版
- サード・ウォッチ（スミス、カメラマン、エフラム、ゲイリー、パペット、ルディ、ディーラー、ポール、エフラム、男）
- 最後の少林寺
- シアトル猟奇殺人捜査（男）
- 新・逃亡者（漫才師）
- 007 トゥモロー・ネバー・ダイ（中国のパイロット、レーダー兵、シャッター係、カーヴァーの手下）※フジテレビ版
- センターステージ
- 続・最後の少林寺
- タイタニック※日本テレビ版
- フォートレス2 決死の要塞脱出（兵士）
- ブラッダ（ベンジャミン"ベン"ケイヒル（トーマス・キャラブロ））
- マネー・トレイン

2002年
- サンキュー、ボーイズ（漫才師）
- ジェシカおばさんの事件簿 ふたつの墓の謎
- バンド・オブ・ブラザース（フランク・ペルコンテ（ジェームズ・マディオ））
- フェイス/オフ（カール）※テレビ朝日版

2003年
- エグゼクティブ・コマンド
- タイタニック※日本テレビ版
- ドリュー・ケリー DE ショー!（ルイス）
- ふたりのトスカーナ（コシモ）
- ブラック・ナイト（アーニー）
- ヴェロニカ's クローゼット（レオ・マイケルズ）
- ラストキャッスル（黒人）

#### アニメ
時期不明
- 動物園通り64番地（アダム、チキチキドリ、トビー、ハーバード、カタツムリ、ランドルフ、オウム、子象のネルソン）

1999年
- スーパーマン（ダン・タービン、刑務所署長、記者、ニュースキャスター、将軍、警備員、他）

2001年
- ザ・バットマン・スーパーマン・ムービー - ヒーロー頂上対決 -（ダン・タービン）